# Mitchell Leisen
Mitchell Leisen (ur. 6 października 1898, zm. 28 października 1972) – amerykański reżyser, producent filmowy, kostiumograf, scenograf i aktor.

## Filmografia
kostiumy
- 1921: Zakazany owoc
- 1922: Robin Hood
- 1923: Rosita, śpiewaczka ulicy
- 1924: Złodziej z Bagdadu
- 1929: Poskromienie złośnicy
- 1932: Pod znakiem Krzyża
- 1942: Take a Letter, Darling
- 1944: Lady in the Dark
- 1949: Bride of Vengeance

producent
- 1940: Remember the Night
- 1942: Take a Letter, Darling
- 1942: The Lady Is Willing
- 1943: Nie czas na miłość
- 1944: Practically Yours
- 1945: Kitty
- 1967: Round Trip

aktor
- 1932: -But the Flesh Is Weak jako lord Wentworth
- 1934: Murder at the Vanities jako Lider orkiestry
- 1935: Four Hours to Kill! jako Dyrygent
- 1941: Złote wrota jako pan Saxon

scenograf
- 1920: The Prince Chap
- 1925: Droga do jutra
- 1926: The Volga Boatman
- 1927: Król Królów
- 1927: Zakazana kobieta
- 1927: Anioł z Broadwayu
- 1927: His Dog
- 1927: The Wise Wife
- 1927: Dress Parade
- 1927: The Fighting Eagle
- 1927: Chicago
- 1928: Sława
- 1928: Ned McCobb's Daughter
- 1928: Love Over Night
- 1928: Show Folks
- 1928: Władza
- 1929: Dynamit
- 1929: Bezbożna dziewczyna
- 1930: Madam Satan
- 1931: Mąż Indianki
- 1932: Pod znakiem Krzyża

reżyser
- 1933: Cradle Song
- 1934: Śmierć odpoczywa
- 1934: Bolero
- 1934: Murder at the Vanities
- 1934: Behold My Wife
- 1935: Hands Across the Table
- 1935: Four Hours to Kill!
- 1936: Thirteen Hours by Air
- 1936: The Big Broadcast of 1937
- 1937: Anonimowy kochanek
- 1937: Gra życia
- 1938: Wielka transmisja
- 1939: Północ
- 1940: Ukaż się, moja ukochana
- 1940: Remember the Night
- 1941: Złote wrota
- 1941: I Wanted Wings
- 1942: Take a Letter, Darling
- 1942: The Lady Is Willing
- 1943: Nie czas na miłość
- 1944: Lady in the Dark
- 1944: Practically Yours
- 1944: Zatoka Francuza
- 1945: Kitty
- 1945: Masquerade in Mexico
- 1946: Najtrwalsza miłość
- 1947: Golden Earrings
- 1947: Suddenly, It's Spring
- 1948: Dream Girl
- 1949: Bride of Vengeance
- 1949: Song of Surrender
- 1950: Captain Carey, U.S.A.
- 1950: No Man of Her Own
- 1951: Darling, How Could You!
- 1951: The Mating Season
- 1952: Young Man with Ideas
- 1953: Tonight We Sing
- 1955: Uwikłany
- 1957 – 1965: Wagon Train (serial TV)
- 1958: Prawdopodobnie dziewczyna
- 1958 – 1961: Shirley Temple’s Storybook (serial TV)
- 1959 – 1962: Adventures in Paradise  (serial TV)
- 1959 – 1964: Strefa mroku (serial TV)
- 1960 – 1962: Thriller (serial TV)
- 1967: Spree

## Nagrody i nominacje
Został uhonorowany nagrodą Brązowego Niedźwiedzia, a także otrzymał nominację do Oscara i nagrody Złotego Niedźwiedzia. Posiada swoją gwiazdę na Hollywoodzkiej Alei Gwiazd.